# Comitès de Defensa de la Revolució
Els Comitès de Defensa de la Revolució (CDR) es van fundar el 28 de setembre de 1960, a l'Havana, amb el paper d'exercir tasques de vigilància col·lectiva enfront de la ingerència externa i els actes de desestabilització del sistema polític cubà. La inauguració dels CDR va tenir lloc en un acte públic enfront del Palau Presidencial (avui Museu de la Revolució), presidit per Fidel Castro Ruz. És la més poderosa de les organitzacions cubanes governamentals, que té la mobilització dels partidaris de la Revolució com un dels seus objectius principals. També participa en tasques de salut, higiene, de suport a l'economia i de foment de la participació ciutadana en diferents àmbits, com en la participació en les eleccions o en les assemblees. Abans de la fundació dels CDR, existien diverses organitzacions amb diferents finalitats que van quedar unificades amb la creació de la nova organització de masses.

## Estructura
La seva estructura és centralitzada; cada quadre té el seu propi CDR, i els presidents dels CDR de cada cuadre conformen el CDR del barri, el de la província i el nacional. En la instància nacional els òrgans i organismes de direcció són: el Congrés, la direcció i el Secretariat Executiu. Compta amb uns 7.600.000 membres, ciutadans majors de 14 anys (requisit indispensable per ingressar en l'organització). Els Comitès de Defensa de la Revolució s'han convertit, a més d'una força organitzada en favor de la defensa del socialisme en una font inesgotable de tasques per al poble cubà.
En realitat, els Comitès de Defensa de la Revolució (CDR) es van fundar abans que a Cuba es fes cap menció al socialisme. Per això Fidel Castro es va valer de l'etapa d'efervescència popular revolucionària dels inicis de l'anomenada Revolució.
Els CDR se situen en cada cuadre, el proper nivell en l'estructura és el comitè de zona, que pot abastar des d'uns pocs fins a uns deu, vint o més cuadres, d'acord amb les característiques urbanes i demogràfiques. El proper nivell és la circumscripció, després el munici, la província i finalment la nació. El dirigent dels CDR és conegut com a Coordinador Nacional. Els CDR compten amb gairebé vuit milions de membres, per això s'ha de tenir en compte que l'únic requisit és complir catorze anys.

## Activitats
Entre les seves activitats s'expliquen el manteniment d'edificis, la neteja de carrers, la separació dels residus per al seu reciclatge, l'activació de mecanismes per a l'estalvi energètic, el patrullaje nocturn de vigilància, etc. Altres tasques inclouen el lliurament de sang per als hospitals, la lluita i vigilància contra possibles infiltracions de paquets de drogues pels mars que envolten l'illa de Cuba, la incorporació dels joves a l'estudi i el treball, i l'atenció a famílies amb desavantatges socials o ancians desemparats. També van tenir com a objectius, entre d'altres, la participació en la Campanya Nacional d'Alfabetització i la realització de vacunacions contra la poliomielitis i altres malalties.Agregar també les brigades de autofocal desenvolupades en cada CDR amb la finalitat de combatre el sorgiment de Focus de Vectors com els de Aedes aegyptis responsables de la transmissió del Dengue Hemorrágico i altres malalties, tot això com a part del suport a les campanyes del Ministeri de Salut Pública en les quals aquesta organització ha obtingut bons resultats.
Entre les activitats més importants dels Comitès de Defensa de la Revolució, coneguts com a CDR, està la d'exercir una vigilància des de nivell bàsicament civil. Existeix un president del CDR, i en la porta de la seva casa es pot llegir un cartell que així ho indica. L'elecció d'aquest president o presidenta es basa en el seu compromís amb el procés revolucionari, donant l'exemple amb la seva conducta solidària i humanista. Existeix a més un Responsable de Vigilància, un Responsable Ideològic i un altre que dirigeix els anomenats Treballs Voluntaris.
El president és qui subministra informació sobre cada ciutadà que resideix en el seu quadre ja sigui al cap de Sector de la Policia, a investigadors d'organitzacions polítiques com la Unió de Joves Comunistes o Partit Comunista de Cuba i és un dels quals subministra informació regular als investigadors del Departament de Seguretat de l'Estat o G2 (policia política). El responsable de vigilància participa també d'aquestes activitats. En el Comitè de cada quadre, existeix un llibre conegut com a "registre de direcció". En aquest llibre han de ser anotades totes les persones que resideixin en el quadre. Cada ciutadà que es muda a una nova adreça, està obligat a passar pel Comitè per a ser registrat al costat de la seva família en el Llibre de Registre. Qualsevol hoste temporal del ciutadà ha de ser informat.
El responsable de Vigilància és l'encarregat d'organitzar entre altres tasques, l'anomenada "guàrdia revolucionària", és a dir, citar a cada ciutadà cada vegada que li correspongui, per efectuar vigilància en el quadre en horaris nocturns. També com el president, haurà de prendre nota de cada situació que li sembli fora d'allò comú: l'entrada i la sortida de moltes persones en una mateixa casa, ciutadans amb bosses o amb paquets, etc.
El responsable ideològic, és el que s'encarrega de citar als ciutadans a algun local de la quadra per llegir material polític orientat pel Partit Comunista. Aquesta activitat ha caigut en desús donat el desinterès de la població.
El responsable de Treball Voluntari és l'encarregat de citar als ciutadans del quadre per fer diversos treballs els dies de descans (els diumenges). Aquests treballs podien ser blanquejar contenir amb calç, tallar herba o neteja. També és una activitat que s'ha reduït moltíssim.
L'efectivitat de la policia política cubana i el Departament Tècnic de Recerques descansen en l'existència dels CDR, que els ofereix informació detallada dels objectius de vigilància.

## Crítiques
Els crítics del sistema socialista opinen que l'estructura dels CDR ha produït una estructura controlada per l'estat que, a més de la seva tasca social, exerceix la principal missió de vigilar i controlar la vida tant pública com a privada de les persones i de tots els veïns, des d'un nivell molt proper.
Carlos Alberto Montaner escriu sobre aquest tema en Informe secreto sobre la revolución cubana (1976):
| « | Las incongruencias entre el cubano y su organización económica actual ha parido un feo invento: los Comités de Defensa de la Revolución. Según el propio régimen -muy orondo con sus policías- hay más de doscientos mil de estos pequeños cuartelillos domésticos. Se trata de grupos adictos que se encargan de husmearlo todo, de inventariarlo todo, de saber vida y milagro (con perdón) de cuanto bípedo respira en el país. Son los que instrumentan las orientaciones que "bajan" de lo alto. Nada humano les es ajeno: con quién se acuesta la señora del quinto, cuándo se baña el calvo del primero, por qué Zutano no fue a cortar caña. La represión y la vigilancia existen -obviamente- en razón directa a la posible desobediencia (...) Es obvio que los Comités de Defensa no están defendiendo a la revolución de los marines yanquis, sino de los propios cubanos; es elocuente que si existen doscientos mil minicuarteles es porque existen millones de posibles transgresores de la ley. | » |

Els CDR també han estat criticats per alguns grups de drets humans per involucrar-se en els anomenats "actes de rebuig", els quals inclouen l'abús, la intimidació i a vegades, agressions físiques en contra d'aquells que són considerats contrarrevolucionaris, és a dir, enemics de la Revolució.
Alguns analistes internacionals consideren que els comitès actuen com una policia secreta o espies del govern, buscant garanteixen la continuïtat del sistema polític vigent.